# Río Cares
El río Cares es un río de montaña del norte de España que discurre por la provincia de León y la comunidad autónoma de Asturias y es afluente del río Deva. Forma una espectacular garganta por la que discurre la concurrida ruta del Cares y es conocido por sus salmones atlánticos, su bella fauna y por ser uno de los más bellos ríos de la península ibérica.

## Curso
El Cares nace en Posada de Valdeón (León), en la cordillera Cantábrica, a 1600 m de altitud en la confluencia de varios arroyos. Desemboca en el río Deva a la altura de Vega de Llés. El Deva desemboca en el mar Cantábrico formando la ría de Tina Mayor, que constituye la frontera natural entre Asturias y Cantabria. El Cares atraviesa las poblaciones de Caldevilla de Valdeón, Soto de Valdeón, Posada de Valdeón, Cordiñanes de Valdeón y Caín en León; Poncebos, Arenas de Cabrales, Trescares, Mier y Niserias en Asturias.
Tiene una longitud de unos 54 km, 19 de ellos en la provincia de León y el resto en Asturias. Sus afluentes principales son los ríos Bulnes, Duje y Casaño.

## Obras hidráulicas
Cuenta con dos presas, la de la central hidroeléctrica de Camarmeña y la de Caín de Valdeón, construidas entre 1916 y 1921 por la compañía Electra de Viesgo. Estas presas están comunicadas por un canal, accesible por una estrecha senda. Entre 1945 y 1950 se abrió un camino auxiliar, origen de la actual ruta del Cares.

## Actividades
Tanto el Cares como el Deva están acotados y permiten la pesca del salmón entre finales de abril y mediados de junio.  En ambos ríos es muy popular el descenso en canoas, especialmente en los meses de verano.